# Red's Dream
 (juillet 2025).
Pour plus de détails, voir Fiche technique et Distribution.
Red's Dream (parfois traduit en français sous le titre Le Rêve de Rouge) est un court métrage d'animation américain des studios Pixar réalisé par John Lasseter en 1987.

## Synopsis
Un soir de pluie dans le magasin de vélo Eben's Bikes, Red, un monocycle, rêve de gloire en volant la vedette à un clown nommé Lumpy avec un numéro de jonglage. Mais, très vite, les applaudissements de la foule se confondent avec le bruit de la pluie et ramène Rouge à la triste réalité de sa situation. Il se résigne à attendre dans un coin du magasin.

## Fiche technique
- Titre : Red's Dream ou Le Rêve de Rouge
- Titre original : Red's Dream
- Réalisation : John Lasseter
- Production : John Lasseter
- Pays d'origine :  États-Unis
- Format : couleurs
- Durée : 4 minutes 14 secondes

## À noter
- André, personnage du court métrage Les Aventures d'André et Wally B., est visible sur l'horloge (39e seconde).
- La piste du cirque, où jonglent Lumpy puis Red, représente la balle avec laquelle joue la lampe dans Luxo Jr..
- Faire des films d'animation numérique dans l'obscurité était très rare à l'époque. Pixar, lui, a accepté le défi en faisant ce court-métrage, mais ils ont aussi du faire: des gouttes de pluie, de la jonglerie et, très important, il est le premier personnage organique de Pixar.